# Kemnitz (ved Greifswald)
Kemnitz er en by og kommune i det nordøstlige Tyskland, beliggende i Amt Lubmin i den nordvestlige del af Landkreis Vorpommern-Greifswald. Landkreis Vorpommern-Greifswald ligger i delstaten Mecklenburg-Vorpommern.

## Geografi
Kemnitz er beliggende mellem Greifswald og Wolgast, lidt øst for Dänische Wiek (der er en del af Greifswalder Bodden). Byen ligger nord for Bundesstraße B 109, ved jernbanen mellem Greifswald-Lubmin. Cirka ti kilometer vest for kommunen findes byen Greifswald, og seks kilometer mod nordøst ligger amtets administrationsby Lubmin.
Vandløbet Hanshäger Bach løber gennem kommunen, og kaldes her også Kemnitz eller Kaminitz der betyder Stenbæk.
I kommunen ligger ud over Kemnitz, landsbyerne Kemnitzerhagen, Kemnitz-Meierei, Neuendorf, og Rappenhagen.

## Eksterne kilder og henvisninger
- Wikimedia Commons har flere filer relateret til Kemnitz (ved Greifswald)
- Byens side på amtets websted
- Befolkningsstatistik mm (Webside ikke længere tilgængelig)